# Definitely Maybe
Pour les articles homonymes, voir Definitely, Maybe.
Albums de Oasis
Live Demonstration
(1993) (What's the Story) Morning Glory?
(1995)
Singles
1. Supersonic
Sortie : 11 avril 1994
2. Shakermaker
Sortie : 13 juin 1994
3. Live Forever
Sortie : 8 août 1994
4. Cigarettes & Alcohol
Sortie : 10 octobre 1994

Definitely Maybe est le premier album du groupe anglais Oasis sorti le 30 août 1994. Il est considéré comme une référence pour de nombreux groupes des années 2000. Aujourd'hui encore, les frères Gallagher estiment cet album comme étant leur meilleur, notamment grâce aux hymnes Live Forever, Supersonic, l'explosif Cigarettes And Alcohol, Rock'N'Roll Star, la ballade Married With Children, Bring It On Down et Slide Away qui feront d'Oasis un groupe majeur dans l'histoire musicale des années 1990, lançant par la même occasion l'« Oasismania », cette immense popularité mondiale, rarement atteinte par un groupe de rock depuis les Beatles et les Rolling Stones. 
L'album fut 7 fois disque de platine au Royaume-Uni avec 7 millions d'exemplaires vendus dont 1 million aux États-Unis et 2,1 dans leur pays d'origine, et figure souvent dans le top 100 des classements des meilleurs albums de tous les temps.

## Historique

### Contexte
Premièrement appelé The Rain, Oasis se forme en 1991. D'abord occupé par Liam Gallagher, Paul Arthurs, Paul McGuigan, et Tony McCaroll, il est ensuite rejoint par le grand frère de Liam, Noel Gallagher, complétant ainsi la formation. Le nouveau venu insiste bien sur le fait qu'il ne se joindra au groupe que quand il aura la garantie d'avoir un total contrôle et que les autres membres du groupe se donneront à fond afin de devenir des célébrités. Noel se mit au travail pour écrire un premier répertoire de titres.
Ainsi, en 1993, le groupe signe avec le label indépendant Creation Records. En 1993, sort le titre Columbia sous forme d'un 33 tours en édition limitée à l'attention des journalistes et des radios. Bizarrement, le titre fut passé 19 fois en deux semaines sur la radio BBC Radio 1, chose surprenante pour un single qui n'était même pas dans les bacs.
Le premier single commercial du groupe, Supersonic, sort le 11 avril 1994. Il atteint la 31e position dans le UK Singles Chart, se faisant ainsi remarquer par la critique. Suit alors le single Shakermaker, qui arrive en 11e position et donne ainsi droit au groupe d'un passage dans le Top of the Pops qui fait connaitre le groupe dans tout le Royaume-Uni.
Le single Live Forever vient ensuite le 8 août 1994, apportant la vraie consécration au groupe en rentrant dans le top 10 au Royaume-Uni, mais aussi aux États-Unis après la sortie de l'album le 30 août. La chanson sera par la suite primée dans de très nombreux classements, étant mise le plus souvent dans les 5 meilleures chansons de rock anglais de tous les temps, (voir l'article pour plus de précisions). L'album sort le 30 août suivant.

### Enregistrement et production
Oasis avait réservé les studios de Valley Monnow, près de Monmouth (pays de Galles), et commencèrent dès décembre 1993 l'enregistrement de leur premier album. Leur producteur était Dave Batchelor, qui avait rencontré Noel Gallagher lorsque ce dernier travaillait comme roadie pour les Inspiral Carpets. Les séances n'étaient cependant pas satisfaisantes. « Ça ne collait pas, a dit Arthurs. [Batchelor] n'était pas la bonne personne pour ce poste… On jouait dans cette grande pièce, on crevait d'envie d'être dans le studio […]. Il nous disait : "Venez et écoutez". Et on était là genre : "Ça sonne pas comme ça sonnait dans cette pièce, qu'est-ce que c'est ce truc ?" C'était maigre, faible, trop propre ».
Les séances à Monnow Valley coûtaient 800 £ par jour. Voyant à quel point ces sessions étaient infructueuses, le groupe a commencé à paniquer. Bonehead a déclaré: « Noel était stressé au téléphone avec la direction, il disait : "Ça ne marche pas". C'était un peu angoissant que ça ne colle pas ». Batchelor a donc été congédié, et Noel a essayé de mixer des enregistrements que le groupe avait déjà faits dans plusieurs petits studios de Londres. Tim Abbot, qui travaillait à Creation Records, le label de Oasis à l'époque, a déclaré à propos d'une visite au groupe à Chiswick : « McGee, Noel, moi et plusieurs personnes, on a fait une super session, et on n'a pas arrêté de l'écouter. Et la seule chose que j'ai pensé c'était : "Ça n'a pas de mordant". Ça ne percutait pas ».
En février, le groupe rentre d'un voyage malheureux à Amsterdam et se remet à l'enregistrement de l'album au Sawmills Studio dans les Cornouailles. Cette fois, les sessions sont produites par Noel Gallagher et Mark Coyle. Le groupe décide alors que la seule bonne façon de reproduire le mieux possible leur son est d'enregistrer directement les instruments ensemble sans insonorisation entre eux.
Mais les résultats sont encore jugés insuffisants, et il y a peu de chance d'obtenir de nouvelles sessions d'enregistrement. Les enregistrements déjà réalisés seront donc utilisés. En désespoir de cause, Marcus Russel de Creation Records a appelé l'ingénieur devenu producteur Owen Morris. « J'ai juste pensé : "Ils se sont plantés ici !" » s'est rappelé Morris après avoir entendu les enregistrements aux Sawmills Studio. « J'ai pensé qu'à ce stade Noel était hors de lui. Marcus était là genre : "Tu peux faire ce qui te plait. Littéralement, tout ce que tu veux" ». Les premières tâches de Morris consistaient à dépouiller les pistes des couches superposées de guitare que Noel avait mises avec sa technique de séparation des instruments. Morris a terminé son mix final de l'enregistrement le premier week-end de mai. Le journaliste musical John Harris a déclaré : « Le miracle a été que la musique qui était passée entre tant de mains sonnait aussi dynamique : la tambouille bourrée de guitare dont Morris avait hérité avait été remodelée en quelque chose de résolument percutant ».

## Caractéristiques artistiques
L'auteur de la photo utilisée en couverture est Michael Spencer Jones. Il se serait inspiré de la pochette d'une compilation des Beatles, Oldies but goldies, sur laquelle les membres du groupe sont entourés d'objets qui leur sont familiers.
Prise dans les tons jaune et bleu pâle, cette photo est devenue très populaire au Royaume-Uni. La photo est prise à Manchester, la ville du groupe, dans le salon de la maison de Paul « Bonehead » Arthurs. La photo est prise en légère contre-plongée, dans le sens de la longueur de la pièce, avec une baie vitrée façon bow window au fond de la pièce. On y voit  les cinq membres du groupe.
Liam Gallagher, le chanteur, est allongé par terre au premier plan. Il a le sommet de la tête tourné vers nous, un verre de vin au côté et de l'autre un paquet de cigarettes et un verre vide (qui rappellent la chanson Cigarettes And Alcohol). Sa posture serait celle des momies du musée de Manchester, que le photographe venait de visiter.
Noel Gallagher, assis sur un canapé, joue de la guitare tout en contemplant la cheminée qui lui fait face, sur laquelle se trouve une statuette représentant un flamant rose. Ce serait une référence à une blague que Paul « Bonehead » Arthurs avait faite sur Liam Gallagher, prétendant que la démarche de ce dernier ressemblait à la façon dont se pavanaient les flamants roses.
Tony McCarroll, le batteur, est assis en tailleur à droite de la pièce, juste derrière les pieds de Liam, et regarde bouche bée une télévision, ce qui serait une référence aux moqueries de Liam sur la manie de Tony de regarder des émissions de cuisine tous les matins. Le film diffusé est Le Bon, la Brute et le Truand de Sergio Leone, le film préféré de Noel Gallagher. Au verso de la pochette, il s'agit cette fois de Pour une Poignée de Dollars du même Sergio Leone. 
Enfin au dernier plan on voit le bassiste Paul « Guigsy » McGuigan et le guitariste Paul « Bonehead » Arthurs. Ce dernier est assis sur un fauteuil d'où il semble regarder également la télévision, une bouteille de vin et un verre plein posés à ses pieds. McGuigan est debout et s'appuie à la fenêtre.
Plusieurs portraits sont présents dans la pièce. Ainsi, une affiche de Burt Bacharach, qui est une des idoles de Noel Gallagher, est posé dans le coin inférieur gauche de la couverture, contre le canapé dans lequel Noel est assis. Oasis a peut-être voulu ici rendre hommage à Pink Floyd, qui sur la pochette de Ummagumma avait placé une affiche du disque de la bande originale du film musical américain Gigi de Vincente Minnelli. Il y a également deux photos de footballeurs : au fond à droite on reconnaît George Best, attaquant vedette du Manchester United des années 1960 ; au pied de la cheminée, il s'agit de Rodney Marsh, attaquant de l'autre club de Manchester, Manchester City, dont les frères Gallagher et Paul McGuigan sont supporters. En 2024, l'album est la source d'inspiration du quatrième maillot du club.

## Parution et accueil

### Sortie et promotion
Albums de Oasis
Familiar to Millions
(2000) Lord Don't Slow Me Down
(2007)
La sortie de Definitely Maybe a été précédée par un troisième single, Live Forever, qui a été publié le 8 août 1994 et a été le premier single du groupe à atteindre le top 10 au Royaume-Uni. Le succès grandissant d'Oasis a, en partie, permis à Creation de survivre pendant sa période de difficultés financières. Mais les dettes s’élevaient encore à 2 000 000£, alors on donna seulement 60 000£ à Tim Abbot pour promouvoir l'album. Abbot a donc essayé de déterminer la meilleure façon d'utiliser son petit budget. «J'aimerais retourner dans la région des Midlands toutes les deux semaines», dit Abbot : «et que les gens me disent:« Oasis est génial. C'est ce que nous écoutons ». Et je serais là, à penser : «Eh bien, vous n'achetez pas beaucoup de singles. Vous ne lisez pas le NME. Vous ne lisez pas Q (magazine). Comment arrivons-nous à atteindre des gens comme vous ?'." Abbot a donc décidé de placer des annonces dans des publications qui n'avaient jamais été approchées par Creation auparavant, comme les magazines de football, les programmes de match et les périodiques de dance music au Royaume-Uni. Abbot pensait qu'Oasis ferait appel à des clientèles non traditionnelles, ces suppositions ont vite été confirmées lorsque le magazine de dance music Mixmag, qui à le plus souvent ignoré la musique de guitare, a donné à Definitely Maybe une note de cinq étoiles.
Definitely Maybe sort finalement le 30 août 1994. L'album se vend à 100 000 exemplaires dans les quatre premiers jours de sa parution et 150 000 la première semaine. Le 4 septembre l'album se place numéro un dans les charts britanniques. Grâce aux ventes de la première semaine Definitely Maybe devient le premier album le plus rapidement vendu de l'histoire britannique. Cigarettes & Alcohol a été publié comme le quatrième single extrait de l'album en octobre. La chanson Slide Away qui aurait dû sortir en tant que cinquième single n’a jamais été publiée, Noel Gallagher pensant qu’on ne peut pas avoir cinq singles pour un premier album.
Sorti le 6 septembre 2004, ce DVD commémoratif propose l'album original en piste audio (PCM stereo), toutes les vidéos promos de l'album (commentées) ainsi qu'une version live pour chaque titre (concert ou performance TV), une heure d'interviews comme making-of de l'album et de nombreuses surprises cachées.
Le coffret Definitely Maybe Singles Box Set sort le 4 novembre 1996, comportant les 4 singles CD tirés de Definitely Maybe. Il inclut aussi un disque contenant des interviews. L'album est arrivé à la 23e place aux UK Singles Chart. Cette box set a la forme d'un paquet de cigarettes contenant en inscription Warning ! Rock'n'Roll can seriously damage your health.

### Récompenses
En 1997, Definitely Maybe a été nommé 14e meilleur album de tous les temps dans un sondage menée par HMV, Channel 4, The Guardian et Classic FM. En 2005, Channel 4 l'a placé 6e de son top 100 des meilleurs albums de tous les temps.
En 2006, NME a placé l'album en troisième position d'un classement des meilleurs albums britanniques derrière l'album éponyme des  Stone Roses et The Queen Is Dead des Smiths. 
Dans un récent sondage britannique, dirigée par NME et le livre de British Hit Singles and Albums, Definitely Maybe est élu meilleur album de tous les temps, le Sgt. Pepper's Lonely Hearts Club Band des Beatles arrivant en deuxième position et Revolver en troisième.
Q magazine l'a placé cinquième de leur liste des plus grands albums de tous les temps en 2006 et cette même année, NME l'a salué comme le plus grand album de tous les temps.
Dans un sondage 2008 de Q et HMV en 2008, Definitely Maybe a été classé premier sur la liste des plus grands albums britanniques de tous les temps

## Fiche technique
Les crédits sont issus du livret inclus dans la pochette du disque.

### Liste des titres
Toutes les chansons sont écrites et composées par Noel Gallagher, sauf mention contraire.

#### Édition originale
| No  | Titre                  | Durée |
| --- | ---------------------- | ----- |
| 1.  | Rock 'n' Roll Star     | 5:22  |
| 2.  | Shakermaker            | 5:08  |
| 3.  | Live Forever           | 4:36  |
| 4.  | Up in the Sky          | 4:28  |
| 5.  | Columbia               | 6:17  |
| 6.  | Supersonic             | 4:43  |
| 7.  | Bring It On Down       | 4:17  |
| 8.  | Cigarettes and Alcohol | 4:49  |
| 9.  | Digsy's Dinner         | 2:32  |
| 10. | Slide Away             | 6:32  |
| 11. | Married With Children  | 3:11  |

| A1. | Rock 'n' Roll Star     | 5:22 |
| A2. | Shakermaker            | 5:08 |
| A3. | Live Forever           | 4:36 |
| B1. | Up in the Sky          | 4:28 |
| B2. | Columbia               | 6:17 |
| B3. | Sad Song               | 4:30 |
| C1. | Supersonic             | 4:43 |
| C2. | Bring It On Down       | 4:17 |
| C3. | Cigarettes and Alcohol | 4:49 |
| D1. | Digsy's Dinner         | 2:32 |
| D2. | Slide Away             | 6:32 |
| D3. | Married With Children  | 3:11 |

#### Réédition augmentée de 2014 (20thAnniversary)
| 1.  | Rock 'n' Roll Star     | 5:22 |
| 2.  | Shakermaker            | 5:08 |
| 3.  | Live Forever           | 4:36 |
| 4.  | Up in the Sky          | 4:28 |
| 5.  | Columbia               | 6:17 |
| 6.  | Supersonic             | 4:43 |
| 7.  | Bring It On Down       | 4:17 |
| 8.  | Cigarettes and Alcohol | 4:49 |
| 9.  | Digsy's Dinner         | 2:32 |
| 10. | Slide Away             | 6:32 |
| 11. | Married With Children  | 3:11 |

| 1.  | Columbia (White Label Demo)                      |                  | 5:27 |
| 2.  | Cigarettes & Alcohol (Demo)                      |                  | 4:37 |
| 3.  | Sad Song                                         |                  | 4:29 |
| 4.  | I Will Believe (Live)                            |                  | 3:48 |
| 5.  | Take Me Away                                     |                  | 4:32 |
| 6.  | Alive (Demo)                                     |                  | 3:58 |
| 7.  | D'Yer Wanna Be a Spaceman?                       |                  | 2:41 |
| 8.  | Supersonic (Live)                                |                  | 5:15 |
| 9.  | Up in the Sky (Acoustic Version)                 |                  | 3:34 |
| 10. | Cloudburst                                       |                  | 5:23 |
| 11. | Fade Away                                        |                  | 4:16 |
| 12. | Listen Up                                        |                  | 6:42 |
| 13. | I Am the Walrus (Live Glasgow Cathouse June '94) | Lennon/McCartney | 8:18 |
| 14. | Whatever                                         |                  | 6:22 |
| 15. | (It's Good) to Be Free                           |                  | 4:23 |
| 16. | Half the World Away                              |                  | 4:25 |

| 1.  | Supersonic (Live at Glasgow Tramshed)                   | 5:30 |
| 2.  | Rock 'n' Roll Star (Demo)                               | 5:46 |
| 3.  | Shakermaker (Live Paris In-Store)                       | 4:05 |
| 4.  | Columbia (Eden Studios Mix)                             | 5:37 |
| 5.  | Cloudburst (Demo)                                       | 5:10 |
| 6.  | Strange Thing (Demo)                                    | 5:14 |
| 7.  | Live Forever (Live Paris In-Store)                      | 4:42 |
| 8.  | Cigarettes & Alcohol (Live at Manchester Academy)       | 3:58 |
| 9.  | D'Yer Wanna Be a Spaceman? (Live at Manchester Academy) | 3:58 |
| 10. | Fade Away (Demo)                                        | 4:23 |
| 11. | Take Me Away (Live at Manchester Academy)               | 4:15 |
| 12. | Sad Song (Live at Manchester Academy)                   | 4:29 |
| 13. | Half the World Away (Live at Tokyo Hotel Room)          | 3:53 |
| 14. | Digsy's Dinner (Live Paris In-Store)                    | 2:36 |
| 15. | Married with Children (Demo)                            | 3:16 |
| 16. | Up in the Sky (Live Paris In-Store)                     | 3:19 |
| 17. | Whatever (Strings only)                                 | 4:49 |

#### Réédition augmentée de 2024 (30th Anniversary)
| 1.  | Rock 'n' Roll Star     | 5:22 |
| 2.  | Shakermaker            | 5:08 |
| 3.  | Live Forever           | 4:36 |
| 4.  | Up in the Sky          | 4:28 |
| 5.  | Columbia               | 6:17 |
| 6.  | Supersonic             | 4:43 |
| 7.  | Bring It On Down       | 4:17 |
| 8.  | Cigarettes and Alcohol | 4:49 |
| 9.  | Digsy's Dinner         | 2:32 |
| 10. | Slide Away             | 6:32 |
| 11. | Married With Children  | 3:11 |

| 1.  | Rock 'n' Roll Star (Monnow Valley Version)   | 6:17 |
| 2.  | Shakermaker (Monnow Valley Version)          | 4:50 |
| 3.  | Live Forever (Monnow Valley Version)         | 4:55 |
| 4.  | Up In The Sky (Monnow Valley Version)        | 4:57 |
| 5.  | Columbia (Monnow Valley Version)             | 4:50 |
| 6.  | Bring It On Down (Monnow Valley Version)     | 4:00 |
| 7.  | Cigarettes & Alcohol (Monnow Valley Version) | 4:27 |
| 8.  | Digsy's Dinner (Monnow Valley Version)       | 2:40 |
| 9.  | Rock 'n' Roll Star (Sawmills Outtake)        | 6:32 |
| 10. | Up In The Sky (Sawmills Outtake)             | 4:32 |
| 11. | Columbia (Sawmills Outtake)                  | 7:17 |
| 12. | Bring It On Down (Sawmills Outtake)          | 4:22 |
| 13. | Cigarettes & Alcohol (Sawmills Outtake)      | 5:06 |
| 14. | Digsy's Dinner (Sawmills Outtake)            | 3:03 |
| 15. | Slide Away (Sawmills Outtake)                | 6:03 |
| 16. | Sad Song (Mauldeth Road West Demo, Nov’ 92)  | 4:34 |

#### Definitely MaybeSingles Box Set
| 1. | Interviews | 18:22 |

| 1. | Supersonic                  | 4:46 |
| 2. | Take Me Away                | 4:35 |
| 3. | I Will Believe (Live)       | 3:47 |
| 4. | Columbia (White Label Demo) | 5:24 |

| 1. | Shakermaker                | 5:11 |
| 2. | D'Yer Wanna Be A Spaceman? | 2:41 |
| 3. | Alive (8 Track Demo)       | 3:57 |
| 4. | Bring It On Down (Live)    | 4:19 |

| 1. | Live Forever                | 4:38 |
| 2. | Up In The Sky (Acoustic)    | 3:32 |
| 3. | Cloudburst                  | 5:22 |
| 4. | Supersonic (Live April '94) | 5:11 |

| 1. | Cigarettes & Alcohol                             | 4:49 |
| 2. | I Am The Walrus (Live Glasgow Cathouse June '94) | 8:15 |
| 3. | Listen Up                                        | 6:40 |
| 4. | Fade Away                                        | 4:14 |

### Interprètes
- Liam Gallagher – chant, tambourin
- Noel Gallagher – guitare solo, chœurs, piano, production
- Paul Arthurs – guitare rythmique, piano, production
- Paul McGuigan – guitare basse, production
- Tony McCarroll – batterie, production

#### Musicien additionnel
- Anthony Griffiths – chœurs (piste 6)

### Équipe de production
- Mark Coyle – production, mixage (piste 4 et 11)
- Owen Morris – mixage, production
- Dave Batchelor – production (piste 10)
- Barry Grint – mastering audio
- Anjali Dutt – ingénieur du son
- Dave Scott – ingénieur du son
- Roy Spong – ingénieur du son
- Brian Cannon – directeur artistique
- Michael Spencer Jones – photographie